# Garoto
A garoto egy portugál kávéital elnevezése. Portugáliában a gyerekeket garoto néven illetik, ezért amikor még nem fogyaszthatnak erősebb, felnőtteknek készült kávéitalokat, mint amilyen példának okáért a Bica, vagy a Galão, addig a garotót kell fogyasztaniuk. 
Készítésekor egy kevéske kávét tesznek egy hagyományos mokkás csészébe, majd felöntik egy kevéske tejjel. Felszolgálása mindig kávéscsészében történik. 

## Fordítás
Ez a szócikk részben vagy egészben  a   Garoto (coffee) című angol Wikipédia-szócikk ezen változatának fordításán alapul.  Az eredeti cikk szerkesztőit annak laptörténete sorolja fel. Ez a jelzés csupán a megfogalmazás eredetét és a szerzői jogokat jelzi, nem szolgál a cikkben szereplő információk forrásmegjelöléseként.